# Герб Святошинського району
Герб Святошинського райо́ну — офіційний символ Святошинського району міста Києва.

## Опис
Щит розтятий облямованою золотом ялиною з чорним стовбуром і зеленою кроною, у правому червоному полі срібний Архангел Михаїл із мечем і щитом, у лівому зеленому — покладені один на одного золоті смолоскип, шестерні та 3-лопатевий пропелер. Над щитом — золотий Тризуб, а обабіч щит охоплюють дві золоті декоративні гілки. Внизу на білій стрічці з синьо-жовтими завершеннями на кінцях напис чорним: «СВЯТОШИНСЬКИЙ РАЙОН».

## Трактування
Сосна — символ довголіття і наявність у флорі Святошина вікових соснових ділянок. Шестерня — емблема промисловості і технічного виробництва. Пропелер — свідчить про домінуючу в районі галузі авіабудування. Смолоскип — символ освіти і знань.